# فردريك كرن
فردريك كرن Friedrich Kern (ت. 1340 هـ / 1921 م) هو مستشرق ألماني. كان يعلم في عاصمة بروسية العربية والآداب الإسلامية. من آثاره نشره للقطع الباقية من كتاب «اختلاف الفقهاء» للطبري.